# HCD Gröbenzell
Der Handballclub Damen Gröbenzell e. V. ist ein Handballverein aus der Gemeinde Gröbenzell im oberbayerischen Landkreis Fürstenfeldbruck. Bekanntheit erlangte er vor allem durch seine erste Damenmannschaft, die in der 2. Bundesliga antrat.

## Geschichte
Der Verein wurde 1972 als Handballclub Dambach Gröbenzell gegründet. In der Folgezeit verbuchte die erste Damenmannschaft zahlreiche Erfolge und stieg schließlich 1990 in die 2. Bundesliga auf, wo man sich drei Spielzeiten lang halten konnte. Nach dem Rückzug des Hauptsponsors (Dambach) wurde der Verein in Handballclub Damen Gröbenzell umbenannt.
2005 wurde die B-Jugend Süddeutscher Meister. Nach mehreren Spielzeiten in der Bayernliga wurde die erste Damenmannschaft 2013 Bayerischer Meister sowie Pokalsieger und stieg in die 3. Liga auf 2017 stieg die Damenmannschaft in die 2. Bundesliga auf, konnte die Klasse aber nicht halten und stieg nach nur einer Saison als Tabellenletzte wieder in die dritte Liga ab, wo der Verein seitdem (Stand 2020/21) spielt. Trotz Staffelsieg verzichtete man 2021/22 auf die Teilnahme an der Aufstiegsrunde. In der Folgesaison nahm Gröbenzell hingegen nach dem erneuten Staffelsieg an der Aufstiegsrunde teil, in der die Mannschaft die Rückkehr in die Zweitklassigkeit gelang. Nach einer Saison stieg Gröbenzell wieder in die 3. Liga ab.
Neben den „Gröbis“, die in der 2. Bundesliga spielten und vom DHB organisiert werden, nahm der HCD 2023/24 mit dem zweiten Damenteam (Landesliga) und sieben weiblichen Nachwuchsmannschaften am Spielbetrieb der Bayerischen Handball-Verbandes (BHV) teil.

### Erfolge

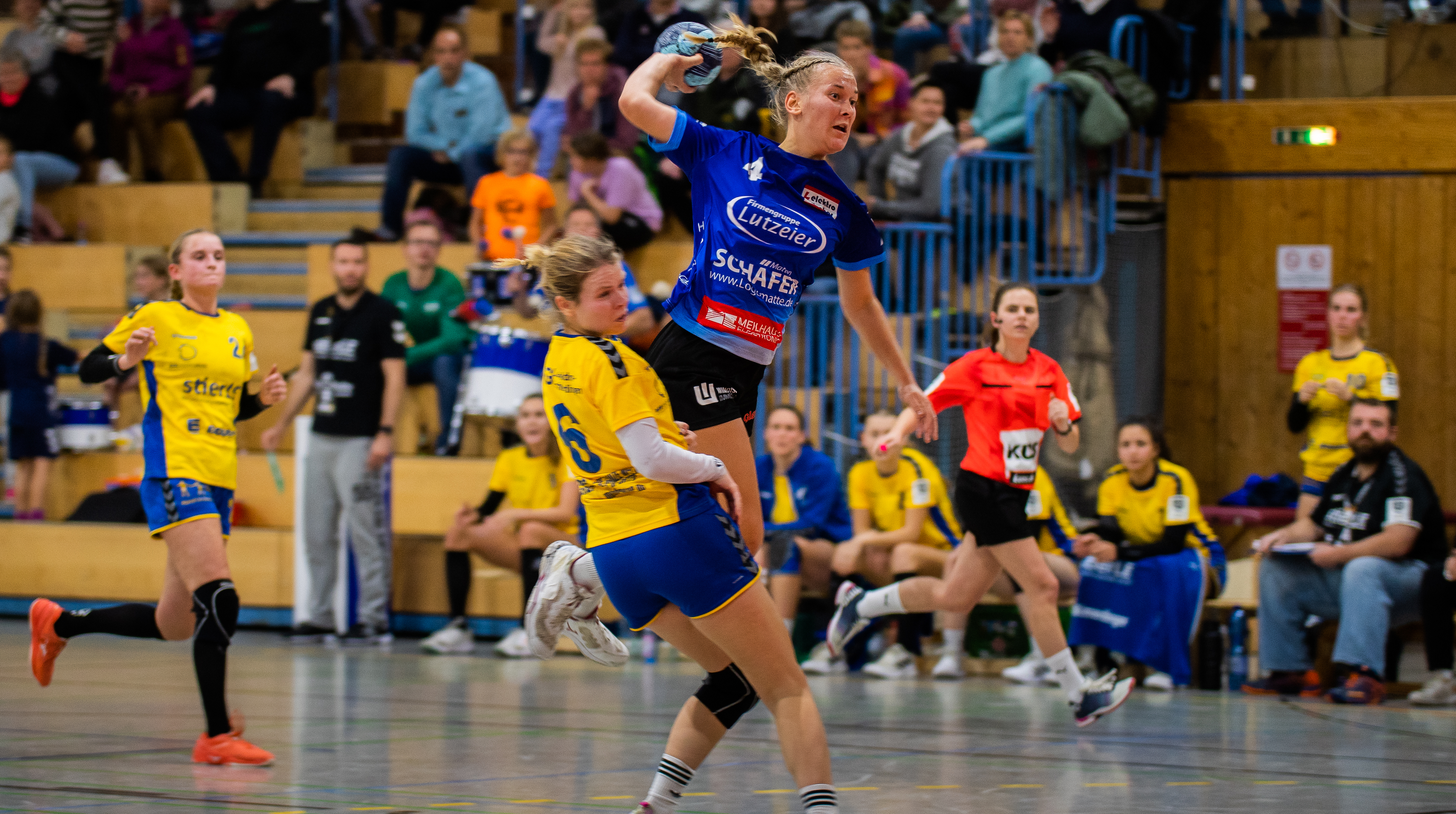
Drittligaspiel zwischen dem HCD Gröbenzell und der HSG Leinfelden-Echterdingen im Jahr 2022 in Gröbenzell; beim Wurf Belen Gettwart

| - Aufstieg in die 2. Bundesliga 1990, 2017, 2023 - Drittligameister (Staffel F) 2022, 2023 - Drittligavizemeister (Süd) 2017 | - Meister Regionalliga Süd 1990 - Aufstieg in die Regionalliga 1987 - Aufstieg in die 3. Liga 2013 | - DHB-Pokal 2. Hauptrunde 2013/14, 2017/18 - Bayerischer Meister (4. Liga) 1987, 2013 - Bayerischer Pokalsieger 1986, 1993, 2013 |

### Nachwuchs
A-Jugend (weiblich)
- Bundesligist 2017/18, 2018/19, 2019/20, 2020/21

### Spielerpersönlichkeiten
Im Verein spielen eine Reihe Spielerinnen, die im Beachhandball zum Nationalkader Deutschlands gehören oder gehörten: Jana Epple, Magdalena Frey, Belen Gettwart, Isabel Kattner, Christine Königsmann, Paula Reips und Kirsten Walter. Gettwart, Kattner und Walter gehörten zu den Mannschaften, die 2021/22 nacheinander Europa- und Weltmeister wurden sowie den Titel bei den World Games 2022 gewannen und 2023 erneut den EM-Titel gewannen. Frey war Teil der Mannschaften bei beiden EM-Siegen. Darüber hinaus spielte hier Amelie Bayerl, Lena Klingler und Verena Oßwald.

### Spielstätten
- Wildmooshalle 1 und 2 Wildmoosstraße 82194 Gröbenzell